# Textricella fulva
Textricella fulva is een spinnensoort in de taxonomische indeling van de Micropholcommatidae.
Het dier behoort tot het geslacht Textricella. De wetenschappelijke naam van de soort werd voor het eerst geldig gepubliceerd in 1945 door V. V. Hickman.